# Каздангская волость
Каздангская волость (латыш. Kazdangas pagasts) — одна из шести территориальных единиц Айзпутского края Латвии. Находится на востоке от города Айзпуте. Кроме него, граничит с Лажской, Айзпутской и Калвенской волостями своего края, Турлавской и Лайдской волостями Кулдигского края, а также с Рудбаржской волостью Скрундского края.
Крупнейшими населёнными пунктами волости являются сёла: Казданга (волостной центр), Валата, Вагкалнс, Бояс, Блендиена, Каннениеки, Рокажи, Мазбояс.
По направлению с востока на запад, проходя через село Казданга (нем. и пол. Kazdangen), волость пересекает региональная автодорога P117 (Скрунда — Айзпуте) и с севера на юг, проходя через село Мазбояс, региональная автодорога P115 (Айзпуте — Калвене).
По территории волости протекают реки: Акменьвалкс, Берзувалкс. Алоксте, Вайпа. Из крупных водоёмов имеются пруды Каузес, Тапиню и Блендиенас.

## История
В 1935 году Каздангская волость Айзпутского уезда была в два раза больше сегодняшней и занимала площадь 104,4 км². В 1945 году в Каздангской волости были созданы Каздангский, Алокстский и Цилдский сельские советы.
После отмены в 1949 году волостного деления Каздангский сельсовет входил в состав Айзпутского (до 1956 года) и Лиепайского районов. В 1951 году к Каздангскому сельсовету был присоединён Алокстский сельсовет. В 1954 году — Бойский сельсовет. В 1958 году территория колхоза «Тебра» Каздангского сельсовета была присоединена к Калвенскому сельсовету. В 1962 году к Каздангскому сельсовету была присоединена территория колхоза «Лидумс» Клостерского сельсовета. В 1975 году — часть территории Лажского сельсовета.
В 1990 году Каздангский сельсовет был реорганизован в волость. В 2009 году, по окончании латвийской административно-территориальной реформы, Каздангская волость вошла в состав Айзпутского края.

## Известные люди
- Фрицис Бривземниекс (1846—1907) — латвийский писатель, фольклорист и общественный деятель. Активный участник прогрессивно-национального движения «младолатышей» 1860-х годов.